# Sidi Chiker
Sidi Chiker (arabisch: سيدي شيكر) ist eine Stadt und ländliche Gemeinde in Marokko in der Provinz Youssoufia, Region Marrakesch-Safi. Es hat gemäß der Volkszählung von 2014 eine Bevölkerung von 20.658 Einwohnern.